# Günter Scheich
Günter Scheich (Eiterfeld, 26 aprile 1956) è uno psicoterapeuta e scrittore tedesco.

## Biografia
Günter Scheich è nato a Eiterfeld (Fulda). Ha studiato psicologia a Marburg, con indirizzo in psicologia clinica, laureandosi nel 1984 con una tesi intitolata "Distorsioni Cognitive e Depressione". Consegue il suo dottorato di ricerca in materie scientifiche nel 1991 con il lavoro "Fattori psicologici e psicoimmunologici nella dermatite atopica" presso l'Università di Marburg. Scheich completa la sua formazione come terapista comportamentale presso l'Istituto di Terapia Comportamentale di Marburg (Institut für Verhaltenstherapie und Verhaltensmedizin e.V.) e presso l'Istituto di Terapia Comportamentale di Colonia (Kölner Lehrinstitut für Verhaltenstherapie). Ha anche condotto corsi di psicodramma presso la Hardtwaldkinik di Bad Zwesten. Ottiene l'abilitazione professionale nel 1999 come psicologo psicoterapeuta. Dal 1994 si afferma come psicoterapeuta, nel proprio studio, con un focus sulla terapia comportamentale.
Oltre alle attività professionali, principalmente svolte dal 1984 in cliniche psichiatriche e psicoterapeutiche, nel 1987 diventa psicologo di riferimento in una clinica specializzata in medicina psicosomatica e comportamentale per le malattie della pelle e delle allergie (Nordseeklinik Norderney). Inoltre, dal 1990 diventa membro della Società Tedesca di Medicina comportamentale e Modificazione comportamentale (Deutsche Gesellschaft für Verhaltensmedizin und Verhaltensmodifikation, DGVM).
Scheich è un sostenitore di un approccio terapeutico cognitivo-comportamentale. Ha ottenuto popolarità come autore di numerosi lavori di divulgazione scientifica e nei suoi libri si occupa, tra le altre cose, degli ipotetici effetti negativi del pensiero positivo. È anche richiesto come docente, relatore di conferenze e partner di interviste.
Scheich è sposato dal 2002 e ha due figli.

## Opere
- Psychologische und psychoimmunologische Faktoren bei Atopischer Dermatitis, tesi di dottorato presso l'Università di Marburg, 1991.
- G. Scheich, I. Florin, R. Rudolph e S. Wilhelm, Personality characteristics and serum IgE level in patients with atopic dermatitis, Journal of Psychosomatic Research, 1993.
- Positives Denken macht krank. Vom Schwindel mit gefährlichen Erfolgsversprechen, Frankfurt a. M, Eichborn Verlag, 1997, ISBN 3-8218-0504-8 (nuova edizione ampliata e aggiornata del 2001, ISBN 3-8218-3904-X.
- Neurodermitis bewältigen lernen. Ein mentales Trainingsprogramm, München, Heyne Verlag, 1999, ISBN 3-453-14510-0.
- Ärgern ist gesund! Immer nur positiv denken macht krank, München, Mosaic Verlag, 2002, ISBN 3-576-11651-6.